# Governador Mangabeira
Governador Mangabeira is een gemeente in de Braziliaanse deelstaat Bahia. De gemeente telt 20.668 inwoners (schatting 2009).

## Aangrenzende gemeenten
De gemeente grenst aan Cabaceiras do Paraguaçu, Cachoeira, Conceição da Feira, Muritiba en São Félix.

## Verkeer en vervoer
De plaats ligt aan de noord-zuidlopende weg BR-101 tussen Touros en São José do Norte. Daarnaast ligt ze aan de wegen BA-120, BA-491 en BA-502.